# Lethogoleos
Lethogoleos is een monotypisch geslacht van straalvinnige vissen uit de familie van slangalen (Ophichthidae).

## Soort
- Lethogoleos andersoni McCosker & Böhlke, 1982